# Rzymkowice
Rzymkowice (deutsch: Ringwitz) ist ein Ort der Stadt- und Landgemeinde Korfantów im Powiat Nyski der Woiwodschaft Opole in Polen.

## Geographie

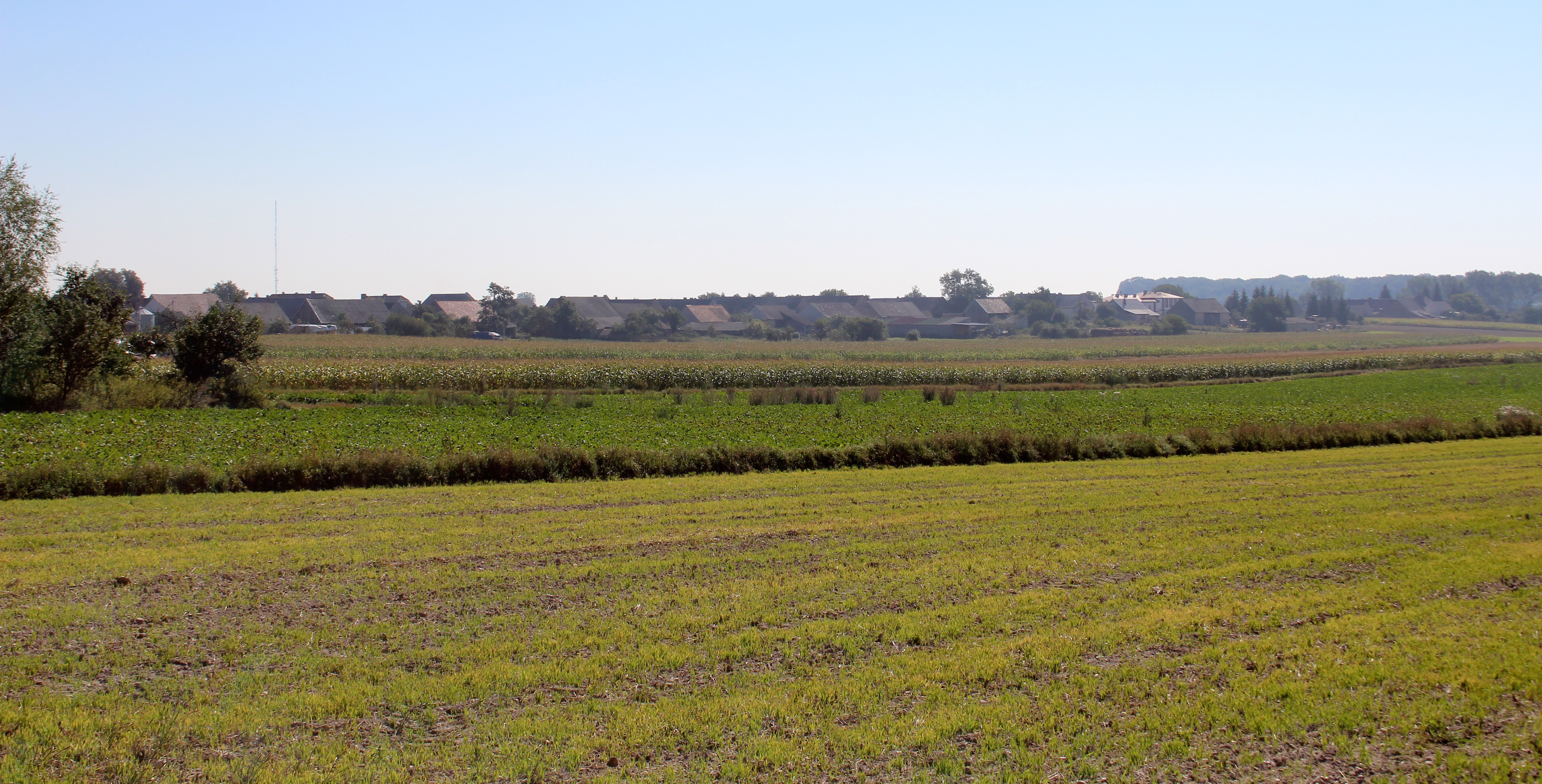
Blick auf Rzymkowice

Rzymkowice liegt rund sieben Kilometer östlich von Korfantów (Friedland O.S.), 30 Kilometer östlich von Nysa (Neisse) und 37 Kilometer südwestlich von Opole (Oppeln) in der Nizina Śląska (Schlesischen Tiefebene). Es ist von weitläufigen Waldgebieten umgeben, die zum Forst Niemodlin gehören.
Nachbarorte von Rzymkowice sind im Norden Kużnica Ligocka (Ellguth-Hammer), im Südosten Stara Jamka (Jamke) und im Westen Włostowa (Floste).

## Geschichte

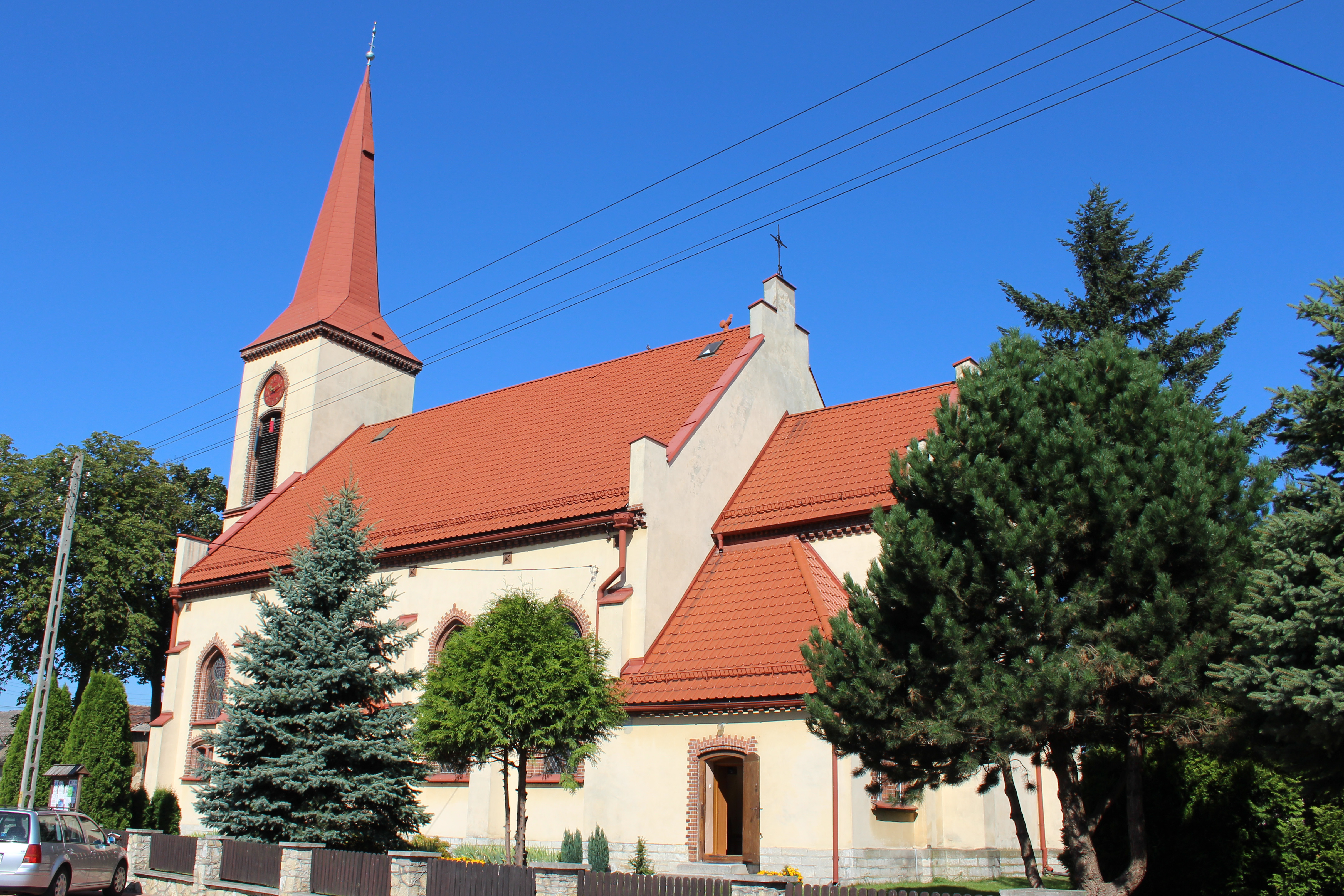
Kirche St. Peter und Paul

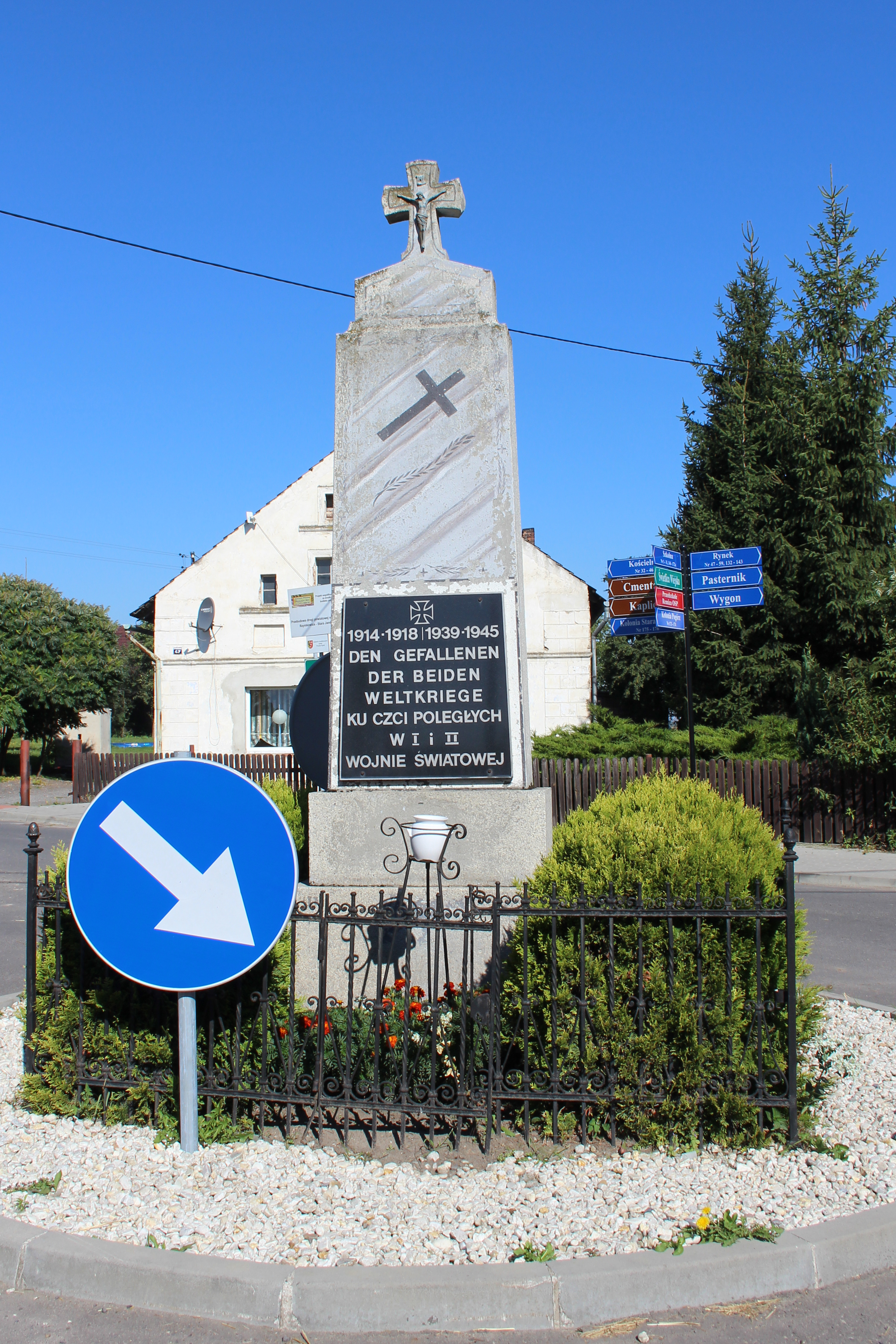
Gefallenendenkmal

1534 wird das Dorf erstmals als Rzenkhowitz erwähnt.
Nach dem Ersten Schlesischen Krieg 1742 fiel Ringwitz mit dem größten Teil Schlesiens an Preußen. Der Ort gehörte von 1743 bis 1818 zum Landkreis Oppeln.
Nach der Neuorganisation der Provinz Schlesien gehörte die Landgemeinde Ringwitz ab 1818 zum Landkreis Neustadt O.S. im Regierungsbezirk Oppeln. 1845 bestanden im Dorf eine katholische Schule und 44 Häuser. Im gleichen Jahr lebten in Ringwitz 491 Menschen, davon allesamt katholisch. 1865 zählte das Dorf 2 Erbscholtiseien, 16 Bauer-, 15 Gärtner- und 33 Häuslerstellen. Die katholische Schule wurde im gleichen Jahr von 132 Schülern besucht. 1874 wurde der Amtsbezirk Ringwitz gegründet, welcher aus den Orten Leopoldsdorf, Przychod und Ringwitz bestand. 1885 zählte Ringwitz 768 Einwohner.
1933 hatte Ringwitz 974 Einwohner. 1937 wurde der Amtsbezirk Ringwitz nach Waldfurt verlegt. 1939 lebten in Ringwitz 963 Menschen. Bis 1945 befand sich der Ort im Landkreis Neustadt O.S.
Als Folge des Zweiten Weltkriegs fiel Ringwitz 1945 wie der größte Teil Schlesiens unter polnische Verwaltung. Nachfolgend wurde der Ort in Rzymkowice umbenannt und der Woiwodschaft Schlesien angeschlossen. 1946 wurde die deutsche Bevölkerung vertrieben. 1950 wurde es der Woiwodschaft Oppeln eingegliedert. 1999 kam der Ort zum neu gegründeten Powiat Nyski (Kreis Neisse). 2008 zählte das Dorf 578 Einwohner.

## Sehenswürdigkeiten
- Die römisch-katholische Kirche St. Peter und Paul (poln. Kościół św. Apostołów Piotra i Pawła) wurde 1904 erbaut.[8]
- Die Kapelle Unserer-Lieben-Frau-von-der-immerwährenden-Hilfe (poln. Kaplica Matki Boskiej Nieustającej Pomocy) wurde 1947 errichtet. Sie liegt südwestlich des Ortes an der Straße nach Stara Jamka.
- Denkmal für die Gefallenen beider Weltkriege im Ortskern
- Wegekreuz

## Vereine
- Deutscher Freundschaftskreis
- Freiwillige Feuerwehr OSP Rzymkowice